# Zangenstein
Zangenstein ist ein Gemeindeteil der Gemeinde Schwarzhofen im Oberpfälzer Landkreis Schwandorf in Bayern.

## Geographische Lage
Das Dorf Zangenstein befindet sich ungefähr drei Kilometer nordwestlich von Schwarzhofen auf dem Ufer der Schwarzach.
Am nördlichen Ortsrand von Zangenstein verläuft die Staatsstraße 2040.

## Geschichte
Verschiedene archäologische Funde zeigen, dass die Gegend von Zangenstein bereits in vorgeschichtlicher Zeit besiedelt war.
1983 wurden einige spätmittelalterliche Scherben und Lesefunde der Urnenfelderkultur und der Hallstattzeit gefunden.
1986 fand sich an der Bahnstrecke Nabburg–Schönsee ein Klopfstein.
Das Dorf Zangenstein entstand im 14. Jahrhundert bei der Burg Zangenstein.
Zangenstein wurde in Zusammenhang mit der Burg erstmals 1360 schriftlich erwähnt.
In der Zeit von 1360 bis zum Beginn des 16. Jahrhunderts war Zangenstein im Besitz der Familie Zenger.
Im Amtsverzeichnis von 1622 erschien Zangenstein als Landsassengut.
Das Steuerbuch von 1631 führte Zangenstein auf mit 9 Häuseln (1 zerbrochen), 1 Tafern (Berufe: 1 Weber, 1 Wirt), 9 Rindern, 2 Schweinen, 4 Ziegen.
Bei der nächsten Aufzählung sind die Folgen des Dreißigjährigen Krieges erkennbar.
Im Steuerbuch von 1661 war Zangenstein verzeichnet mit 1 Gütel (noch öd und abgebrannt), 8 Häusel (3 öd und abgebrannt), 1 Tafern, 1 Inwohner (Hütmann), 7 Rinder, 1 Ziege.
Das Amtsverzeichnis von 1748/49 nannte Zangenstein im Besitz von Christoph Bernhard von Saur mit 5 6/16 Höfen.
1783 wurde das Dorf und Schloss Zangenstein als Eigentum von Freiherr von Saur mit 5 3/4 Höfen, 35 Häusern und 169 Seelen verzeichnet.
Ende des 18. Jahrhunderts hatte Zangenstein 14 Anwesen.
Die Namen der Eigentümer waren:
Krauß, Dierschwigl, Kierndorfer, Roll, Dirndorfer, Prantl, Fischer, Lang, Höld, Friz, Pruker, Zielbauer, Schmid, Dirscherl.
1820 wurde Zangenstein eine patrimonialgerichtische Ruralgemeinde mit 19 Familien.
Zur Ruralgemeinde Zangenstein gehörten außerdem das Dorf Meischendorf mit 8 Familien und die Weiler Altenhammer mit 4 Familien und Holzhof mit 2 Familien.
Im April 1945 führten die Todesmärsche von KZ-Häftlingen aus dem KZ Flossenbürg durch Zangenstein.
1978 wurde Zangenstein nach Schwarzhofen eingemeindet.

## Einwohnerentwicklung in Zangenstein ab 1838
(Quelle:)
| Jahr | Einwohner | Gebäude          |
| ---- | --------- | ---------------- |
| 1838 | 127       | 17               |
| 1840 | 199       | (ganze Gemeinde) |
| 1861 | 216       | (ganze Gemeinde) |
| 1867 | 240       | (ganze Gemeinde) |
| 1871 | 128       | 53               |
| 1885 | 197       | 27               |
| 1890 | 226       | (ganze Gemeinde) |
| 1900 | 169       | 22               |
| 1910 | 183       | (ganze Gemeinde) |
| 1913 | 131       | 20               |

| Jahr | Einwohner | Gebäude          |
| ---- | --------- | ---------------- |
| 1919 | 221       | (ganze Gemeinde) |
| 1925 | 151       | 26               |
| 1933 | 227       | (ganze Gemeinde) |
| 1939 | 212       | (ganze Gemeinde) |
| 1946 | 250       | (ganze Gemeinde) |
| 1950 | 186       | 26               |
| 1961 | 248       | 42               |
| 1970 | 267       | k. A.            |
| 1975 | 295       | (ganze Gemeinde) |
| 1987 | 225       | 59               |
| 2011 | 180       | k. A.            |

## Wirtschaft und Industrie
1948 gründete Ernst Hanauer sen. (1897–1970) in Zangenstein die „Elektromanufaktur Zangenstein“ (emz).
Dieser Betrieb beschäftigte zunächst Hausfrauen der Umgebung, die in Handarbeit Kondensatoren herstellten.
Er entwickelte sich schnell weiter und hatte Anfang des 21. Jahrhunderts 1200 Mitarbeiter.
Die Produktpalette dehnte sich auf verschiedenste elektronische Zubehörteile von Hausgeräten, Haustechnik und Umwelttechnik aus.

## Sehenswürdigkeiten

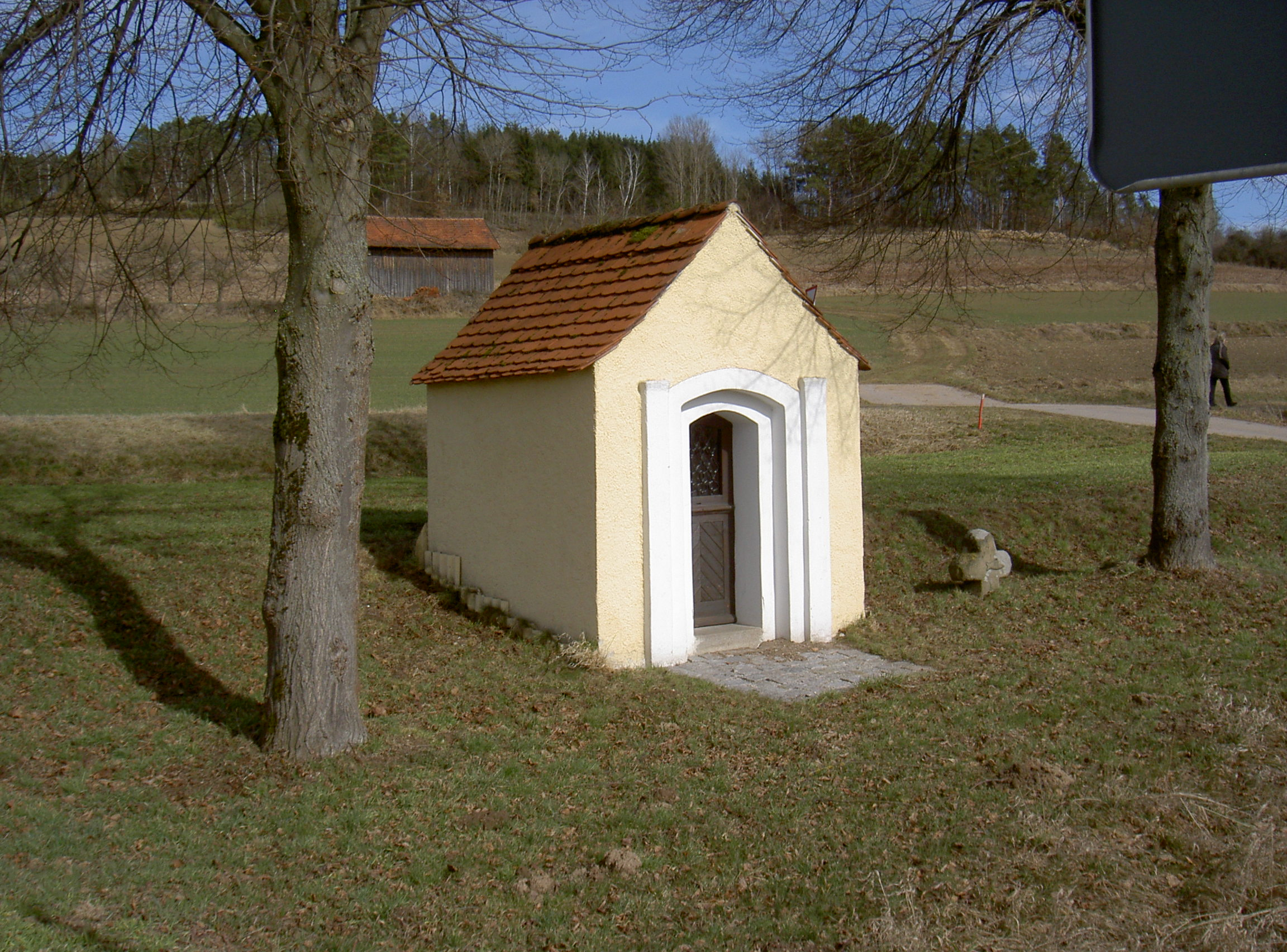
Meischendorfer Zell mit mittelalterlichem Steinkreuz

- Ehemaliger Hammer Zangenstein aus dem 14. Jahrhundert, Hammerstraße 10.
- Gasthaus, erbaut 1638, Hammerstraße 3.
- Burgruine Zangenstein aus dem 14. Jahrhundert mit Schlosskapelle, Hammerstraße 5.
- Brücke über die Schwarzach, erbaut 1921, Hammerstraße.
- Kruzifix mit Marienstatue, erbaut 1898, Ortsmitte.
- Steinfigur des heiligen Florian aus dem 18. Jahrhundert, Ortsmitte.
- Kapelle Meischendorfer Zell aus dem 19. Jahrhundert, daneben mittelalterliches Steinkreuz, an der Straße nach Altendorf.[22]